# Danza Tatash
La danza Tatash o danza de la papa, es una práctica tradicional del caserío de Hualgoy y el centro poblado La Florida, ubicados en el distrito de Llata, provincia de Huamalíes, en la región Huánuco. Esta danza simboliza el tradicional acto del cultivo de la papa, para los pobladores de La Florida y Hualgoy (Huanuco), que la realizan, de la misma manera en que se hacía en tiempos prehispánicos. Esta danza da a la papa, alimento cotidiano, un valor científico, histórico y social. El día 16 de junio de 2018 la danza Tatash fue reconocida por el Ministerio de Cultura del Perú como Patrimonio cultural de la nación.

### Acerca del simbolismo cultural de la planta de la papa: Historia
Es desde la llegada del Homo Sapiens, cazador, recolector, migrante y nómada, hace ya 30 mil años, durante el periodo Paleolítico Superior, que empezó su aprovechamiento de los frutos de la tierra americana. Luego, entre 20 mil y 10 mil años atrás, se sientan las bases de la agricultura, la ganadería y el sedentarismo, (revolución neolítica). Ahora sabemos gracias a la arqueología que, en el territorio del Perú, comenzó la domesticación de la papa, de modo que, en la actualidad, de 5 000 variedades de papa, el Perú cuente con 3 500 y de ellas casi 3 000 sean cultivadas.
Es notable la inteligencia aplicada —para culturas supuestamente ágrafas— convirtiendo un tubérculo originalmente no apto, en un producto indispensable en la dieta básica del hombre andino y de otras regiones del mundo a donde fue trasplantado. Cabe señalar que en la visión animista-panteísta andina, las papas silvestres son para los animales que en el mundo mágico andino, tienen una condición mítica respetable en ese orden que no es simplemente biológico-natural.

### La papa cultivada. La cultura de la papa
La domesticación de la papa tardo miles de años en lograrse. Su entorno fue la Meseta del Altiplano (región del lago Titicaca, frontera entre Perú y Bolivia) Esta geografía y su clima, facilitaron la modificación de las papas para consumo humano. Esto fue en el periodo formativo —desarrollo del arte cerámico—. Ello coexistió con la conformación de las grandes culturas andinas: Wari, Tiwanaku y Tawantinsuyu, --eficientes sistemas de organización del aprovechamiento de la producción agrícola--. De entonces es la deshidratación de la papa y la carne por exposición al frio —técnicas usadas hasta la actualidad— Se comercio con culturas de la costa como Nazca y Mochica, quienes conocieron de la papa y la tomaron como motivo de representación en su cerámica.

### Relevancia del Incanato para la comprensión de la danza Tatash
El Tahuantinsuyu usó los aportes culturales y tecnológicos de Wari y Tiwanaku. La economía andina del Tawantinsuyu se basaba principalmente en la noción de reciprocidad entre los diversos grupos étnicos que trabajaban en los diferentes pisos ecológicos, así como la redistribución entre la nobleza, el Estado incaico y las diferentes etnias organizadas en ayllus; quienes tributaban en trabajo o productos los cuales, siendo almacenados, luego eran redistribuidos a los miembros de los ayllus bajo un sistema controlado de seguridad alimentaria, así como en situaciones de emergencia. El historiador John Murra afirma que el cultivo de la papa tenía un carácter popular, no centralizado, a diferencia del maíz, (no era un producto de redistribución), puesto que al consolidarse el Tawantinsuyu en el siglo XV, su producción abarcaba la Cordillera de los Andes en toda su extensión. En cuanto al simbolismo histórico propio de la danza Tatash, su temática refiere específicamente al rol cultural que desempeñaba el proceso de la siembra de la papa, en tiempos de la civilización incaica, civilización en la que la planificación social, económica y política, jugo un rol fundamental, en tanto racionalidad practica y conciencia ecológica sin conflictos con un sentido místico de la naturaleza, en la cual encuentra el fundamento de su cosmovisión y panteón religioso. Es de notar que la danza Tatash hereda estas temáticas totalmente condicionadas por el trabajo comunal, por la generación de riqueza, por la obtención de alimento; haciendo de una temática social, objetiva, histórica, que se hereda desde tiempos prehispánicos, motivo de baile y alegría.

## Origen de la danza
La música propia de estas danzas, está conformada por melodías típicas de la zona, presentando influencia de la música de la región de Ancash, geográficamente cercana. La instrumentación básicamente, consiste en dúos de arpa y violín y en otras ocasiones caja (bombo regional) y pinkullu (flauta nativa) o quena. denominación en idioma originario según la zona.
La etimología de la palabra Tatash hace referencia a una fusión de palabras quechuas que significaría “(Padre) agricultor” y que es el nombre de una papa nativa de esta región. Cabe reiterar que esta danza,  rescata el sentido ritual del cotidiano acto del sembrado de la papa, alimento importante en la forma de vida del hombre andino. En sentido estricto, esta danza aborda todo el proceso cultural, la forma de vida que envuelve esta dimensión de la economía agraria andina.

## Desarrollo Histórico en el presente
La revitalización de esta danza corre paralela al proceso educativo de la población de los centros poblados donde se la conserva como tradición, los cuales participan así del proceso de modernización e integración a la cultura nacional.Esta danza viene a incluirse en las 9 danzas tradicionales que esta región huanuqueña ha aportado al acervo cultural de nuestro país. Como muchas celebraciones de origen prehispánico que se adaptaron durante el periodo virreinal, mediante un proceso de sincretismo cultural, esta danza se realiza en las respectivas fiestas patronales de la región.

## Descripción
Esta es una danza alegre que requiere aptitud física y que para manifestar su simbolismo de cultura agraria utiliza las herramientas tradicionales andinas de labranza de la tierra como elementos propios. Es una danza plena de connotaciones relacionadas al paso del tiempo, ejemplificado en las edades del hombre, los géneros; masculino y femenino, los roles sociales/laborales dentro de la comunidad, etc.

#### Aspectos narrativos
En esta realización de la danza, participan ambos sexos y las diversas generaciones de la comunidad, presentándose en la coreografía una dinámica de rotación, la cual se desarrolla conscientemente, afirmando la identidad social y étnica del colectivo. Los diversos personajes que se manifiestan en esta danza están definidos por la cualidad agraria de la misma, el quehacer derivado de la producción de papa y el consiguiente modo de vida. Es por ello que en sus coreografías utilizan como elementos, las herramientas de labranza propias de su labor.
El rol de los ancianos es el de ser propietarios de la tierra, el rol de la mujer mayor es el de ser hilandera y representar la tierra de cultivo sobre la que actúan los niños sembradores y que además experimenta el cortejo erótico del cuidador (que protege los sembríos de la presencia del zorrillo), representado por un hombre joven; cortejo del cual su pareja mayor, es consciente.
Son los labradores quienes representan la masculinidad joven activa, el rol femenino es asumida por los niños y niñas que echan las semillas en la tierra, esta femineidad se muestra en el tipo de movimientos. El simbolismo del recorrido de los varones adultos por la zona de sembrío hace referencia a la selección de las tierras aptas.

#### Aspectos formales
Comienza la danza con los personajes distribuyéndose por diferentes zonas del pueblo, lo cual una vez hecho da lugar a la representación propiamente dicha, es decir, la temática de la siembra de la papa; la cual, es asumida por los ancianos y los niños, mientras que simultáneamente, el celador y el zorrillo danzan por los alrededores del espacio central. La mujer llega a ser contactada tanto por su pareja como por el celador, siempre asumiendo su representación de la Tierra, lo cual no evita el aspecto jocoso de la trama al rivalizar el viejo y el joven por la pareja. En promedio, la representación alcanza la docena de etapas. De hecho, hay una correlación entre la secuencia de fases de la danza y los diversos momentos del cultivo del tubérculo andino: desde el aspecto funcional, propio del trabajo hasta aquello que representa en el mundo afectivo, emocional y espiritual del hombre andino. Finalmente, la danza concluye con una reafirmación de la importancia de la vida en colectividad, del valor del trabajo comunal, de la fuerza humana y de la vida en sociedad y cultura.